# 2-й окремий батальйон морської піхоти (Україна)
2-й окремий батальйон морської піхоти (2 ОБМП, в/ч А3303, до 1996: А2055) — колишнє з'єднання морської піхоти України.

## Історія
1 вересня 1993 року на базі військового містечка Феодосія 13 (колишній об'єкт «С» ЧФ СРСР) розпочато формування 41 ОБМП, штат батальйону морської піхоти був такий же, як і в 27 ОБМП.
Особовий склад так же підбирався серед аеромобільних підрозділів, але більша частина особового складу батальйону (строкова служба) була молодим поповненням призову осені 1993 року. Першим командиром батальйону був призначений майор Олександр Косач.
На базі військового містечка Феодосія-13 молоде поповнення в складі 800 осіб (для 27 і 41 ОБМП), проходило курс молодого бійця і 19 грудня 1993 року було приведене до присяги, а також вперше прозвучали слова Клятви морського піхотинця.
Від грудня 1994 р. 41 обмп вдосконалював організаційно-штатну структуру й мав у своєму складі: управління й штаб, три роти морської піхоти, роту вогневої підтримки, штабну роту. Вкомплектованість офіцерським складом і прапорщиками становила 90 %, сержантами й матросами — 100 %.
В лютому 1995 р. офіцери управління батальйону і розвідувальний взвод провели спільну триденну зустріч з особовим складом роти морської піхоти США, які прибули з дружнім візитом до м. Одеси на десантному кораблі «Понс»(командир роти капітан Джон МакКларен)
В зимовий період навчання 1995 р. зведена рота в складі 200 ос. брала участь в параді Перемоги на честь 50-річча перемоги СРСР в Другій світовій війні в м. Києві. Решта батальйону провела ротні тактичні навчання трьох рот морської піхоти, роти вогневої підтримки з висадкою з легких плавучих засобів у бухті «Тиха» (с. Коктебель), з бойовими стрільбами в настпі вдень в гірсько-лісистій місцевості на військовому полігоні бригади.
В літній період навчання 1995 р. зведена підсилена рота морської піхоти брала участь в спільних навчаннях «Миротворча місія морської піхоти 95» з ротою  «К» морської піхоти зі складу 3 батальйону 8 дивізії 24 експедиційного корпусу морської піхоти США, які прибули на великому десантному кораблі «Пенсакола» на полігоні Одеської військової округи «Широкий Лан» (командир роти майор Том Мерфі).
В цей же період частина сил батальйону брала участь у врегулюванні міжнаціонального конфлікту з кримськотатарським населенням в населених пунктах Щебетовка, Коктебель.
У серпні-вересні 1995 р. окремі офіцери, сержанти й матроси батальйону брали участь в спільних навчаннях з морською піхотою на території США в складі підсиленої роти 27 обмп.
В зимовий період навчання 1996 р. відповідно до директиви МО України над батальйоном взяла шефство адміністрація Дніпровського району м. Києва, голова адміністрації Шевчук А. Г., військовий комісар полковник Шевченко А. В.
Особовий склад батальйону продовжував займатися плановою бойовою підготовкою. В цей час були отримані парашути Д-6 серії 4 і здійснені навчально-тренувальні стрибки з гелікоптрів Мі-9 зі зброєю на майданчик приземлення «Первомайское».
З механіками-водіями батальйону були проведені навчально тренувальні заняття з завантаження бойової техніки на МДКВП типу «Зубр» на військово-морській базі «Новоозерне»
Рота вогневої підтримки батальйону провела польовий вихід з бойовими стрільбами з мінометів і ПТКР на полігоні 32 АК «Ангарський»
В липні 1996 р. батальйон в складі бригади був переданий до складу Національної гвардії України.
Під час передачі до НГУ в батальйоні відбулися оргштатні зміни: — батальйон перейменований з в/ч А2055 на в/ч А3303, (з 41 обмп в 3 одшб) — склад: управління і штаб, 3 дшр, мінбатр, птв, зрв, розвідвзвод, взвод зв'язку, ремвзвод, взвод забезпечення, клуб.
В жовтні 1997 р. 3 одшб в складі 1 обрмп (найменування бригади після передачі до НГУ) був повернутий до складу ВМС України. Під час передачі організаційно-штатна структура не змінювалася.
В кінці вересня-на початку жовтня 1997 року дшб мп НГУ (колишній 41 обмп) передали назад до складу ВМС України. Багато офіцерів пішли до НГУ — Сергій Кульчицький, Павло Колибаба -НШ, багато лейтенантів.
На початку січня 1998 року командиром батальйону, в/ч 3303 (колишній 41 обмп) призначений Тартаковський С. Н.

## Структура
- управління (штаб)
- штабна рота
- рота морської піхоти
- рота морської піхоти
- рота морської піхоти
- рота вогневої підтримки
- розвідувальний взвод

## Командування
- майор Косач Олександр (1.09.1993-12.1994)
- підполковник Учень Володимир Якович (грудень 1994-липень 1996)
- полковник Кульчицький Сергій Петрович (1996—1997)
- полковник Тартаковський Сергій Валерійович (жовтень 1997-серпень 1998)